# Ahija von Schilo
Ahija von Schilo (hebräisch אֲחִיָּה הַשִּׁילֹנִי) war ein früher biblischer Prophet.
Er trat nach dem 1. Buch der Könige seit der Regentschaft Salomos auf. Dieser hatte den Bau des Jerusalemer Tempels, die Aufrüstung seines Heeres und Befestigung Jerusalems sowie seine Palastbauten mit erzwungenen hohen Abgaben der Israeliten finanziert. Dies und seine Religionspolitik, die auf Synkretismus mit dem Baalskult setzte, um die kanaanäische Stadtbevölkerung einzubinden, erzeugte erhebliche soziale Spannungen und eine Reihe von anfangs erfolglosen Aufstandsversuchen.
Ahija gab Salomos Gegnern in dessen Beamtenschaft und Heer einen Anführer und ein Ziel, indem er den Königsbeamten Jerobeam zum künftigen König salbte. So bewirkte er, dass sich zehn der Zwölf Stämme Israels von Salomos Herrschaft abwandten und seinem Thronerben Rehabeam die Gefolgschaft verweigerten. So wurde das von König David geschaffene Großreich Israel nach Salomos Tod um 930 geteilt in das Nordreich Israel unter Jerobeam und das Südreich Juda unter Rehabeam.
Ahija war somit der erste Prophet in der frühen Geschichte Israels, der offen gegen eine Königsdynastie auftrat und diese gezielt bekämpfte. Zum Erfolg verhalf ihm, dass er an Symbolhandlungen aus der vorstaatlichen Richterzeit anknüpfte: Er zerriss seinen neuen Mantel in zwölf Teile und gab Jerobeam zehn davon zum Zeichen für seine kommende Königsherrschaft. Mit ähnlichen Handlungen hatten die früheren Richter den alten Heerbann der Israeliten zur Abwehr äußerer Angriffe auf den Stämmebund einberufen (Ri 19,29f ).
Da Natan, ein anderer, am Königshof Davids wirkender Einzelprophet, dessen erbliche Thronfolge er zuvor theologisch legitimiert hatte (2 Sam 7 ), glichen biblische Geschichtsschreiber Ahijas Widerspruch zur davidischen Königsdynastie aus: Sie ließen Natans Dynastiezusage in Ahijas Botschaft weitergelten, begrenzten ihren Geltungsbereich aber auf das Südreich Juda.
Ahija verpflichtete den zum König Nordisraels designierten Jerobeam auf JHWHs Zehn Gebote, besonders das erste. Sein Eingreifen zugunsten vom Königshof ausgebeuteter Bevölkerungsteile sollte also der Tora politisch Geltung verschaffen. Diesem Vorgehen folgten spätere biblische Schriftpropheten.
Eine zweite Erzählung in den Königsbüchern (1 Kön 14 ) berichtet von einem Besuch der Gattin Jerobeams bei Ahija: Sie habe ihn verkleidet aufgesucht, um ihn gegen Bezahlung zur Heilung ihres kranken Sohnes, des erwünschten Thronerben, zu befragen. Noch bevor sie ihn habe fragen können, habe er ihr die Unheilsnachricht übermittelt: Gott habe Jerobeam das Königtum entzogen und dieser werde sterben, da er noch mehr als seine Vorgänger fremde Götzen verehrt habe. Damit kritisierte Ahija erneut den Synkretismus, der nun auch im Nordreich um sich gegriffen hatte: An alten Kultorten Bet El und Dan hatte man Stierbilder aufgestellt, um den Baalskult mit dem JHWH-Kult zu verbinden.
Dies galt biblischen Geschichtsschreibern als „Sünde Jerobeams“, die langfristig den Untergang des Nordreichs (722 v. Chr.) bewirkt habe. Ahijas Botschaften wurden wie die anderer früher Propheten, die keine schriftlichen Werke hinterließen, mündlich überliefert, nach diesem Untergang gesammelt und in die Königschronologie eingebaut.